# Emil Nikolaus von Rezniček
Emil Nikolaus Joseph Freiherr von Rezniček (Wenen, 4 mei 1860 - Berlijn, 5 augustus 1945) was een Oostenrijks componist. Hij was een kleinzoon van de militaire kapelmeester Joseph Freiherr von Rezniček (1787-1848). Zijn broer was de schilder Ferdinand von Rezniček (1868-1909).

## Levensloop
Zijn vader was veldmaarschalk Joseph Freiherr von Rezniček en zijn moeder Clarisse, geboren vorstin Ghika. Hij studeerde van 1878 tot 1881 rechten aan de Universiteit Graz. Maar al gauw verlegde hij zijn aandacht naar de muziek. Hij studeerde samen met Ferruccio Busoni en Felix Weingartner muziektheorie bij Wilhelm Mayer in Graz. Van 1881 tot 1884 studeerde hij aan het conservatorium in Leipzig, piano bij Carl Reinecke en muziektheorie bij Salomon Jadassohn. Hij werkte als operadirigent en kapelmeester, onder meer in Praag, Weimar, Mannheim en Berlijn. Tijdens zijn periode in Praag werd zijn eerstgeboren zoon, Friedrich ("Fritz"), geboren op 22 februari 1887. In 1920 werd hij leraar aan de Berliner Hochschule für Musik. Ook was hij enige tijd voorzitter van de Internationale Componistenvereniging.
Von Rezniček componeerde de opera's Satanella (1887), Emmerich Fortunat (1888), Die Jungfrau von Orléans (1886).
In 1894 componeerde hij Donna Diana, naar het gelijknamige blijspel van Moretto. De overture hiervan werd vooral in de vijftiger jaren veelvuldig gespeeld. Zijn zoon, Friedrich, diende later als luitenant in het Oostenrijkse leger voordat hij naar de Verenigde Staten emigreerde op 1 augustus 1907, waar hij de achternaam van zijn moeder "von Marbod" aannam. Hij trouwde met Katharina ("Katie") Riese uit Dresden en samen voedden ze twaalf kinderen op. Het werk, gecomponeerd in het laat-romantische idioom waarmee ook Erich Wolfgang Korngold met zijn opera Die tote Stadt (1920) hoge ogen zou gooien, stelde Von Rezniček in staat om van het componeren zijn dagtaak te maken.
Andere opera's van zijn hand zijn Till Eulenspiegel (1900), Ritter Blaubart (1918), Holofernes (1922), Satuala (1926), Spiel oder Ernst? (1930) en Der Gondolier des Dogen (1931).

## Composities

### Werken voor orkest

#### Symfonieën
- 1902 Symfonie nr. 1 "Tragische"
- 1904 Symfonie nr. 2 "Ironische"
- 1918 Symfonie nr. 3 "im alten Stil" in D
- 1919 Symfonie nr. 4
- 1924 Symfonie nr. 5 "Tanz-Symphonie"

#### Andere werken voor orkest
- 1877 Hexenszene uit Macbeth
- 1883 Symphonische Suite
- 1895 Eine Lustspiel Overture
- 1896 Symphonische Suite
- 1902 Wie Till Eulenspiegel lebte
- 1903 Frühlings Overture
- 1905 Nachtstück, voor viool of cello en orkest
- 1905 Serenade no. 1, voor strijkers
- 1906 Orchesterfuge
- 1906 Introduktion und Valse Caprice, voor viool en orkest
- 1907 Präludium und Fuge
- 1912 Präludium und Fuge no. 2
- 1912 Schlemihl [Symphonisches Lebensbild], voor tenor en orkest
- 1913 Der Sieger [Symphonisches-satyrisches Zeitbild für großes Orchester], voor alt, koor en orkest
- 1915 Traumspiel Suite
- 1918 Konzertstück, voor viool en orkest
- 1918 Vioolconcert
- 1920 Serenade no. 2, voor strijkers
- 1921 Thema und Variationen nach Chamissos Tragische Geschichte, voor bas of bariton en orkest
- 1925 Overture Phantasie no. 1 "Raskolnikoff"
- 1926 Fest Overture Dem befreiten Kölln
- 1929 Symphonische Variationen über Kol Nidrey
- 1929 Overture Phantasie no. 2 "Raskolnikoff"
- 1930 Overture Phantasie no. 3 "Raskolnikoff"
- 1930 Goldpirol Overture (In deutschen Wald)
- 1931 Suite in alten Stil "Karneval"
- 1934 Valse pathétique

### Werken voor harmonieorkest
- 1938 Donna Diana, ouverture

### Muziektheater

#### Opera's
| Voltooid in | titel                                                    | aktes   | première                                                                             | libretto |
| ----------- | -------------------------------------------------------- | ------- | ------------------------------------------------------------------------------------ | --- |
| 1887        | Satanella                                                | 3 aktes | 1888, Praag                                                                          | van de componist naar Jaroslav Vrchlický |
| 1888        | Emmerich Fortunat                                        | 3 aktes | 1889, Praag                                                                          | van de componist naar Eduard von Dubsky |
| 1887        | Die Jungfrau von Orleans                                 | 4 aktes | 1887, Praag                                                                          | van de componist naar Friedrich von Schiller |
| 1894        | Donna Diana                                              | 3 aktes | 16 december 1894, Praag, Německé divadlo (Duits theater); 2e versie: 1933, Wuppertal | van de componist naar het blijspel "El derdén con el desdén" (1654) van Agustín Moreto y Cabana in de Duitse bewerking van Carl August West (= Joseph Schreyvogel) als "Donna Diana oder Stolz und Liebe" (1816) |
| 1901        | Till Eulenspiegel (Tijl Uilenspiegel)                    | 3 aktes | 12 januari 1902, Karlsruhe                                                           | van de componist |
| 1920        | Ritter Blaubart, sprookjesopera                          | 3 aktes | 29 januari 1920, Darmstadt                                                           | Herbert Eulenberg |
| 1922        | Die wunderlichen Geschichten des Kapellmeisters Kreisler | 4 aktes | 1922, Berlijn                                                                        | Carl Meinhard en R. Bernauer |
| 1923        | Holofernes                                               | 2 aktes | 27 oktober 1923, Berlijn, Deutsches Opernhaus                                        | Carl Meinhard en R. Bernauer vrij naar Johann Friedrich Hebbel |
| 1927        | Satuala                                                  | 3 aktes | 1927, Leipzig                                                                        | Rolf Lauckner |
| 1929        | Benzin                                                   | 2 aktes | 1929                                                                                 | naar Pedro Caledrón de la Barca |
| 1930        | Spiel oder Ernst?                                        | 1 akte  | 1930, Dresden                                                                        | Paul Knudsen |
| 1931        | Der Gondoliere des Dogen                                 | 1 akte  | 1931, Stuttgart                                                                      | Paul Knudsen |
| 1932        | Das Opfer                                                |         |                                                                                      | Paul Knudsen |

#### Operettes
| Voltooid in | titel                 | aktes   | première               | libretto                     |
| ----------- | --------------------- | ------- | ---------------------- | ---------------------------- |
| 1913        | Die Angst vor der Ehe | 3 aktes | 1913, Frankfurt (Oder) | Louis Taufstein, Erich Urban |

#### Balletten
| Voltooid in | titel            | aktes       | première | libretto      | choreografie |
| ----------- | ---------------- | ----------- | -------- | ------------- | ------------ |
| 1935        | Das goldene Kalb | 4 taferelen | 1935     | Viggo Carling |              |

#### Toneelmuziek
- 1915 Ein Traumspiel, toneelmuziek tot het gelijknamige stuk van August Strindberg

## Discografie
Het eerste van zijn vier strijkkwartetten (gecomponeerd in 1921) kreeg zijn wereldpremiere in 1996; het kwartet werd uitgevoerd door het Weense Franz Schubert Quartet. Het Duitse label CPO heeft een aantal CDs met Reznicek's orkestrale  muziek uitgegeven, waaronder de symfonische gedichten Der Sieger (1913) en Schlemihl (1912), zijn vijf symfonieën, de overture Raskolnikoff (1931), de Symphonische Variationen über Kol Nidrey en de opera's Ritter Blaubart en Donna Diana.